# 875 Nymphe
875 Nymphe eller 1917 CF är en asteroid i huvudbältet, som upptäcktes 19 maj 1917 av den tyske astronomen Max Wolf i Heidelberg. Den är uppkallad efter Nymferna i den grekiska mytologin.
Asteroiden har en diameter på ungefär 14 kilometer och den tillhör asteroidgruppen Maria.